# Inga acreana
Inga acreana är en ärtväxtart som beskrevs av Hermann August Theodor Harms. Inga acreana ingår i släktet Inga och familjen ärtväxter. Inga underarter finns listade i Catalogue of Life.